# Kırklar
Kırklar ist ein Dorf (Köy) im Landkreis Pülümür der türkischen Provinz Tunceli. Im Jahr 2011 lebten in Kırklar 32 Menschen.